# Файффер, Джулс
Джулс Ральф Файффер (англ. Jules Feiffer; 26 января 1929, Бронкс, Нью-Йорк — 17 января 2025, Ричфилд-Спрингс, Нью-Йорк) — американский аниматор и писатель, которого считают самым читаемым сатириком в Америке.
В 1986 году Файффер получил «Пулитцеровскую премию» как ведущий американский мультипликатор-редактор, а в 2004 году был награждён «Премией Айснера». Он написал сценарий короткометражного мультфильма «Munro», получивший премию «Оскар» за лучший анимационный короткометражный фильм в 1961 году. Библиотека Конгресса признала его выдающимся мультипликатором, драматургом, сценаристом, автором взрослых и детских книг, иллюстратором и преподавателем искусств.
В середине 1940-х годов, когда Файфферу было 17 лет, он стал помощником мультипликатора Уилла Айснера. Он помогал Айснеру писать и иллюстрировать его комиксы.
В 1956 году Джулс Файффер стал штатным художником в газете «The Village Voice», где он выпускал еженедельный комикс-стрип под названием «Feiffer» до 1997 года.
Его комиксы достигли общенационального уровня в 1959 году, и после регулярно появлялись в публикациях таких изданий, как «Los Angeles Times», «The Observer», «The New Yorker», «Playboy», «Esquire» и «The Nation».
В 1997 году он создал первый op-ed (сокр. от англ. opposite the editorial page — «напротив передовицы») комикс-стрип для газеты The New York Times, которая выходила ежемесячно до 2000 года.
Джулс написал более 35 книг, пьес и сценариев. Его первое из многих собраний сатирических комиксов, «Sick, Sick, Sick», было опубликовано в 1958 году, а его первый роман, «Harry, the Rat With Women» — в 1963 году. В 1965 году он написал «The Great Comic Book Heroes», первый исторический анализ комиксных супергероев конца 1930-х — начала 1940-х и дань уважения их создателям. В 1979 году Файффер создал свой первый графический роман — «Tantrum». К 1993 году он начал писать и иллюстрировать книги для юных читателей, чем заслужил несколько наград.
В 1961 году Джулс Файффер начал писать для театра и кино. Им написаны такие пьесы, как «Little Murders», (1967 год), «Feiffer’s People» (1969 год) и «Knock Knock» (1976 год). В 1971 году Файффер написал сценарий для драматического фильма Майка Николса «Познание плоти», а в 1980 году — для комедии Роберта Олтмена «Попай». Помимо писательской деятельности, Джулс являлся инструктором программы MFA в Stony Brook Southampton (подразделение Университета Стоуни-Брук).

## Детство
Джулс Ральф Файффер родился 26 января 1929 года в Бронксе, Нью-Йорк. Его родителями были Дэвид Файффер (David Feiffer) и Рода (Rhoda, в девичестве Davis). Джулс воспитывался в еврейском доме с младшей и старшей сёстрами. Его отец, коммивояжёр по профессии, бо́льшую часть времени был безработным в связи с депрессией. Мать Файффера была модельером и делала акварельные рисунки своих дизайнов, которые она продавала различным производителям одежды в Нью-Йорке. «Она ходила от двери к двери, продавая свои дизайны за 3 доллара», — вспоминает Файффер. Факт того, что она была кормилицей, создавал «атмосферу молчаливого осуждения» («atmosphere of silent blame») в доме. Сам юный Джулс Файффер начал рисовать в 3 года. По его словам, мать постоянно подталкивала его к рисованию.
Когда ему было 13 лет, мать подарила ему стол для рисования, стоявший в его спальне. Она также записала его в Лигу студентов-художников Нью-Йорка для изучения анатомии. В 1947 году Джулс окончил среднюю школу Джеймса Монро. Позже он выиграл медаль Конкурса искусств Джона Ванамейкера за пастельный рисунок героя вестернов Тома Микса.
Файффер говорит, что комиксы были его основным увлечением в детстве. Он утверждает, что, поскольку он не умел достаточно хорошо писать, чтобы быть писателем, или достаточно хорошо рисовать, чтобы быть художником, он решил, что лучший способ добиться успеха — объединить его ограниченные таланты в этих областях, чтобы создать нечто уникальное. Джулс читал комикс-стрипы из разных газет, которые его отец приносил домой. Более всего его привлекал тот способ, которым комиксы рассказывали истории. «Больше всего я любил то, что эти комиксы создавали очень персональный мир, где может происходить практически что угодно» — говорит Файффер. «И читатели приняли бы это, даже если бы это не было похоже ни на один другой мир. Это был фантастический мир, который я любил.»
Среди его любимых комиксов были «Our Boarding House», «Alley Oop» («Алле-Оп») и «Wash Tubbs». Джулс Файффер начал узнавать черты разных художников, такие как сентиментальный натурализм Abbie an' Slats, или персонажи и сюжеты в стиле Стёрджеса. С ними соперничал лишь «Spirit» Уилла Айснера по структуре, и ни один комикс, кроме «Terry and the Pirates» Милтона Каниффа не мог соревноваться с ними в атмосфере.

## Карьера

### Мультипликатор

#### СУиллом Айснером(1946—1956)
После того, как Файффер окончил среднюю школу в 16 лет, он отчаянно искал работу и без предупреждения отправился в офис одного из своих любимых мультипликаторов — Уилла Айснера. Джулс предложил Айснеру свою помощь бесплатно, однако тот не был впечатлен художественными способностями юноши и, хотя и сочувствовал Джулсу — в начале карьеры и сам Айснер был в подобном положении — не знал, какую работу он может предложить ему. Но вскоре Айснер всё же дал Файфферу скормно оплачиваемую должность, когда выяснилось, что тот «знает о нём [Айснере] больше, чем кто-либо другой на планете», как говорит Файффер. «У него не было выбора, кроме как нанять меня как большого поклонника.»
Айснер считал Джулса посредственным художником, но ему понравились «мужество и напористость парнишки», как пишет биограф Айснера Майкл Шумахер. Айснер также знал, что они с Джулсом вышли из схожей среды, хотя Айснер и старше на двенадцать лет. У них обоих были отцы, которые едва справлялись с содержанием семьи, и сильные матери, удерживавшие семью вместе в трудные времена. "У него была такая жажда до комиксов, которую Айснер редко видел среди художников, " отмечает Шумахер. «Айснер решил, что в этом остроумном парне что-то есть». Когда Джулс попросил о повышении, Айснер вместо этого дал свою страницу из The Spirit, и позволил ему самостоятельно выполнить подбор цветов и окрашивание.
Они успешно сотрудничали в работе над The Spirit, делились идеями, спорили о деталях и вносили изменения, придя к соглашению. В 1947 году Файффер также посещал Институт Пратта в течение года, чтобы улучшить свой художественный стиль. Со временем Уилл Айснер всё чаще прислушивался к мнению Джулса. Уилл вспоминает, что Файффер действительно умел писать персонажей, которые жили и дышали. Джулс всегда был внимателен к нюансам, таким как звуки и выражения, которые делали истории гораздо реальнее.

#### ВThe Village Voice(1956—1997)

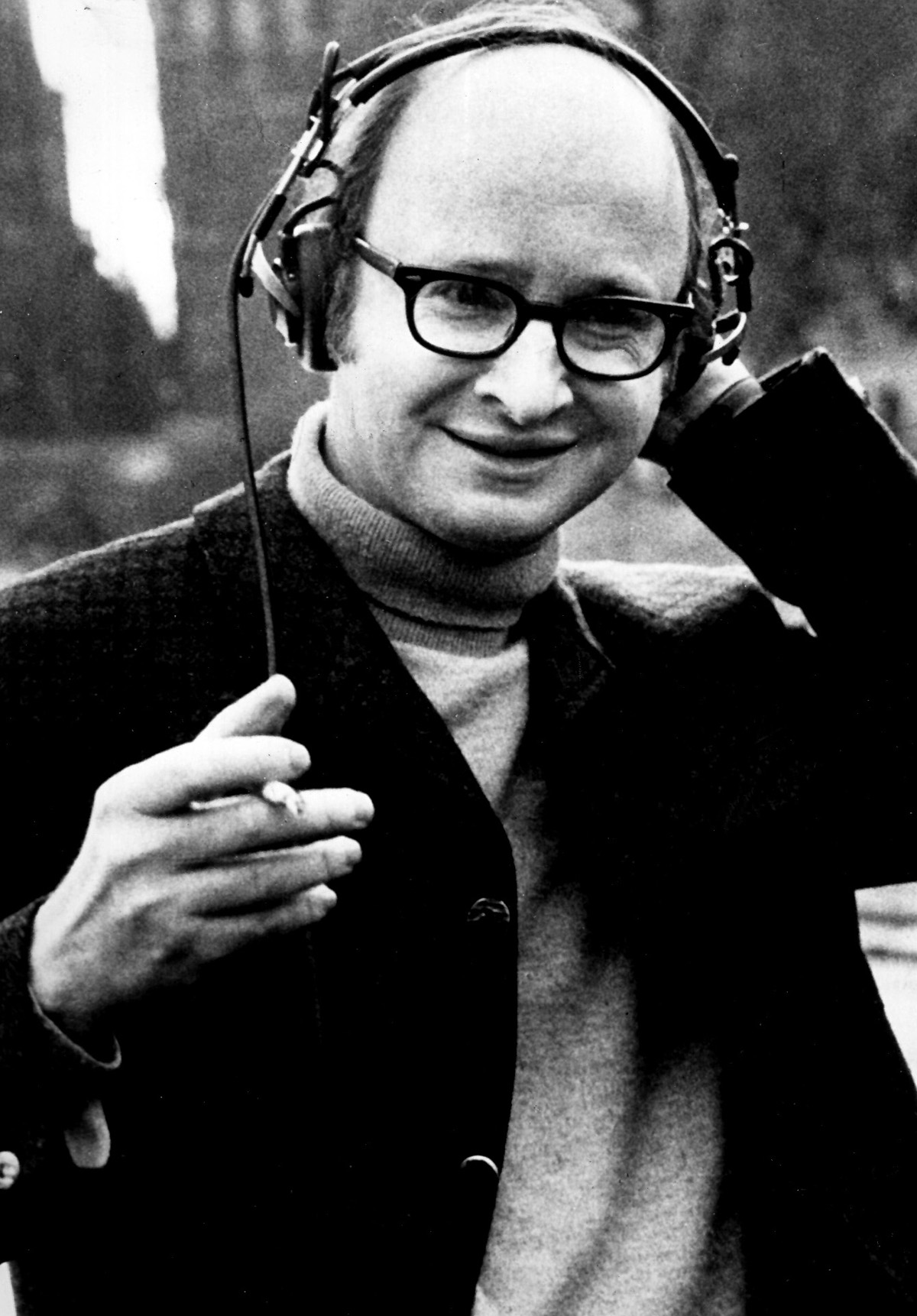
В 1976 году

После работы с Айснером на протяжении 10 лет, Джулс Файффер решил начать создавать свои собственные комиксы. В 1956 году, снова продемонстрировав свой талант, работая бесплатно, он стал штатным художником в The Village Voice, где он выпускал еженедельный комикс-стрип под названием «Feiffer». Эти комиксы выпускались в течение 42 лет, до 1997 года, сначала под названием «Sick, Sick, Sick», затем «Feiffer’s Fables», и, наконец, просто «Feiffer». Позже он стал постоянным участником журналов The Observer и Playboy. Режиссёр Стэнли Кубрик, тоже родившийся в Бронксе, пригласил Файффера написать сценарий для фильма «Sick, Sick, Sick», хотя фильм так и не был снят.
К апрелю 1959 года «Feiffer» издавался по всей стране благодаря «Hall Syndicate», первоначально в The Boston Globe, Minneapolis Star Tribune, Newark Star-Ledger и Long Island Press. В конце концов, его комиксы покорили страну и регулярно публиковались в таких крупных изданиях, как Los Angeles Times, The New Yorker, Esquire, Playboy и The Nation. В 1997 году The New York Times заказали у него первый op-ed комикс-стрип, который печатался ежемесячно до 2000 года.

### Автор
В 1958 году Джулс опубликовал бестселлер «Sick, Sick, Sick: A Guide to Non-Confident Living» (где были собраны комиксы с 1950 по 1956 год), за которым последовали «More Sick, Sick, Sick» и другие сборники комиксов, включая «The Explainers», «Boy Girl, Boy Girl», «Hold Me!», «Feiffer’s Album», «The Unexpurgated Memoirs of Bernard Mergendeiler», «Feiffer on Nixon», «Jules Feiffer’s America: From Eisenhower to Reagan», «Marriage Is an Invasion of Privacy» и «Feiffer’s Children». «Passionella» (1957 год) — графическая повесть, вариация на сюжет Золушки. Главная героиня — Элла-трубочистка, которая превращается в голливудскую кинозвезду. «Passionella» использовалась в мюзикле «The Apple Tree».
Его комиксы и иллюстрации были перепечатаны Fantagraphics как «Feiffer: The Collected Works». В «Explainers» (2008) переизданы все его комиксы с 1956 по 1966 год.
Файффер написал два романа: «Harry the Rat with Women» в 1963 году и «Ackroyd» в 1977 году, и несколько книг для детей, включая «The Daddy Mountain», «A Barrel of Laughs, a Vale of Tears», «Bark, George», «Henry, The Dog with No Tail» и «A Room with a Zoo». Он сотрудничал с The Walt Disney Company и писателем Эндрю Липпой, чтобы адаптировать свою книгу «The Man in the Ceiling» для мюзикла. Джулс Файффер проиллюстрировал детские книги «The Phantom Tollbooth» и «The Odious Ogre». В 1965 году Джулс написал документальную книгу «The Great Comic Book Heroes».
В 1979 году Файффер написал и проиллюстрировал один из первых графических романов, «Tantrum». Этот роман издавался традиционным книжным издательством и продавался в обычных книжных магазинах, в то время как другие ранние графические романы, такие как «Sabre», продавались лишь через первые специализированные магазины комиксов.
У Джулса были ретроспективные выставки в Нью-Йоркском историческом обществе, Библиотеке Конгресса и Школе изобразительных искусств. Его работы выставляются в художественной галерее «Jean Albano Gallery» в Чикаго, Иллинойс. В 1996 году Файффер передал в Библиотеку Конгресса свои бумаги и несколько сотен оригинальных комиксов и книжных иллюстраций.
В 2014 году Файффер опубликовал «Kill My Mother: A Graphic Novel» с помощью издательства Liveright Publishing Corporation.
В 2014 году издательством FSG (Farrar, Straus and Giroux) была опубликована «Rupert Can Dance» Файффера, книга с картинками для юных читателей.

### Драматург и сценарист
Джулс написал сценарии для многих пьес, включая «Little Murders» (1967 год), «Feiffer’s People» (1969 год), «Knock Knock» («Тук-тук-тук», 1976 год), «Elliot Loves» (1990 год), «The White House Murder Case» и «Grown Ups». После того, как Майк Николс в 1971 году подготовил невыпущенную пьесу Файффера «Познание плоти» в качестве фильма, тот написал сценарий для комедии Роберта Олтмена «Попай», для комедии Алена Рене «I Want to Go Home», а также адаптировал для фильма «Little Murders».

### Преподаватель искусств
Джулс Файффер является адъюнкт-профессором в Stony Brook Southampton. Ранее он преподавал в Йельской школе драмы и Северо-Западном университете. Потом он был старшим научным сотрудником National Arts Journalism Program (NAJP) в Колумбийском университете. Затем он стал резидентом в университете штата Аризона, а точнее в Barrett Honors College (с 27 ноября по 2 декабря 2006 года). С июня по август 2009 года Файффер работал в Дартмутском колледже, Хановер, штат Нью-Гэмпшир, где он преподавал курс бакалавриата по графическому юмору XX века.

## Личная жизнь
Файффер был женат три раза и имеет троих детей. Первый брак с Джудит Шефтел, от которого у Джулса Файффера есть сын/дочь. 11 сентября 1983 года Джулс женился второй раз на актрисе Дженнифер Аллен, и у них родились сын/дочь и дочь Хэлли Файффер — актриса и драматург. В сентябре 2016 года состоялся третий брак Файффера, он женился на писательнице Дж. З. Холден, авторе «Illusion of Memory» (2013). Церемония бракосочетания объединяла еврейские и буддистские традиции.
Файффер умер 17 января 2025 года в возрасте 95 лет от застойной сердечной недостаточности в своём доме в Ричфилд-Спрингс, штат Нью-Йорк.

## Награды
- 1961 год — получил Премию Джорджа Полка за свои комиксы;
- 1961 год — фильм «Munro» под руководством Джулса Файффера получает премию Оскар за лучший короткий анимационный фильм;
- 1969 и 1970 годы — выигрывает премию Obie (Оби) и премию Внешнего общества критиков за пьесы «Little Murders» и «The White House Murder Case»;
- 1986 год — удостаивается Пулитцеровской премии за политические комиксы;
- 1989 год — приз Золотая Озелла за лучший сценарий (фильм «I Want to Go Home», реж. Ален Рене) на Венецианском кинофестивале;
- 1995 год — избирается в Американскую академию искусств и литературы;
- 2004 год — стал победителем премии Айснера;
- 2004 год — получил премию Милтона Каниффа за пожизненные достижения от Национального сообщества иллюстраторов (National Cartoonists Society);
- 2006 год — получил лауреатство Творческого фонда (Creativity Foundation);
- 2010 год — получил премию за пожизненные достижения от Гильдии сценаристов США.